# 红旗水库 (丘北)
红旗水库，又名摆龙湖，是中国云南省文山壮族苗族自治州丘北县曰者镇境内的一座水库，位于摆落河上，1958年始建，1987年建成，名称取自“三面红旗”。水库总库容5,370万立方米，正常库容为4,487万立方米，集雨面积为11平方千米，海拔为100.98米。大坝为均质土坝，高30米，坝顶长260米，宽4米。设坝后式水电站，装机容量500千瓦。有左、右、低3条干渠，总长93.6公里。灌溉农田54,000亩。水库四面环山，水中有7个小岛。
2021年8月5日公布为第三批文山州文物保护单位。